# 박태희 (음악가)
박태희(1969년 9월 19일 ~ )는 대한민국의 음악가이다.

## 삶
1969년 9월 19일에 태어났다. 홍익공업전문대학교를 졸업하고 서울예술대학에서 실용음악학을 전공했다.
1995년부터 윤도현의 1집 음반에 세션맨으로 참여했다가 윤도현 밴드의 베이스 기타 연주자가 되었다. 7집에 수록된 《나는 나비》를 작사작곡했다.
2007년 경희대학교에서 포스트모던음악 학사를 취득했다. 